# Варсонофий (Судаков)
Митрополи́т Варсоно́фий (в миру Анато́лий Влади́мирович Судако́в; род. 3 июня 1955, Малиновка, Аркадакский район, Саратовская область) — архиерей Русской православной церкви; митрополит Санкт-Петербургский и Ладожский, глава Санкт-Петербургской митрополии. Постоянный член Священного синода с 31 марта 2009 года.
Тезоименитство — 11 (24) апреля (святителя Варсонофия, епископа Тверского).

## Биография
Родился 3 июня 1955 года в многодетной (6 детей) крестьянской семье. Отец — Владимир Судаков. Мать — Антонина Леонтьевна Судакова-Позорова, начальное религиозное образование получил именно от неё.
По окончании Малиновской средней школы в 1972 году в течение года работал в своём селе почтальоном и на кирпичном заводе. Осенью 1973 года был призван в Вооружённые силы СССР и направлен в состав Группы советских войск в Германии, где служил механиком-водителем танков в подразделениях в Бранденбурге и Потсдаме.
В ноябре 1975 года, по увольнении в запас, устроился алтарником в Михаило-Архангельский собор города Сердобска Пензенской области. По совету настоятеля собора архимандрита Модеста (Кожевникова) решил получить духовное образование и стать на путь монашества.
В 1976 году подал прошение в Московскую духовную семинарию. Уже в семинарии окончательно решил связать свою судьбу с иночеством и в октябре 1977 года был принят послушником в братство Троице-Сергиевой лавры.
30 марта 1978 года наместником лавры архимандритом Иеронимом (Зиновьевым) был пострижен в монашество с наречением имени Варсонофий в честь святителя Варсонофия, епископа Тверского.
27 апреля 1978 года архиепископом Дмитровским Владимиром (Сабоданом) был рукоположён в сан иеродиакона, 26 ноября того же года им же — в иеромонаха. После этого до 1982 года нёс послушание помощника ризничего.
В 1979 году окончил за три года (вместо четырёх) Московскую духовную семинарию.
Находясь на послушании в Троице-Сергиевой лавре, игумен Варсонофий имел тесную дружбу с духовниками обители архимандритами Кириллом (Павловым) и Наумом (Байбородиным). Его непосредственными духовными начальниками были ризничий архимандрит Аристарх (Станкевич); благочинный, а затем наместник архимандрит Евсевий (Саввин); благочинный архимандрит Марк (Петровцы).
В 1982 году возведён в сан игумена и до 1986 год нёс послушание помощника благочинного.
В 1982 году поступил в Московскую духовную академию.
Во время обучения в московских духовных школах игумен Варсонофий каникулярное время ежегодно проводил в Пюхтицком женском монастыре в Эстонии. Здесь ему приходилось не раз сослужить митрополиту Таллинскому и Эстонскому Алексию и получать духовное назидание от игумении Варвары (Трофимовой), многолетней настоятельницы монастыря, и от сестёр этой обители.
В 1986 году окончил МДА с защитой диссертации «Афон — великая сокровищница Православия» на соискание степени кандидата богословия. Руководителем научной работы был архимандрит Иннокентий (Просвирнин).
По собственным воспоминаниям: «По окончании Московской духовной академии я по приглашению архиепископа Пензенского и Саранского Серафима приехал в Саранск помогать ему в подготовке к празднованию 1000-летия Крещения Руси».
С 15 сентября 1986 по 15 июня 1988 года был настоятелем Казанской церкви города Кузнецка Пензенской области. В 1987 году возведён в сан архимандрита.
С 15 июня 1988 по 7 февраля 1991 года — настоятель Успенского собора Пензы, секретарь Пензенского епархиального управления. Неся послушание у епископа, позднее архиепископа Пензенского Серафима (Тихонова), много получил от него назидательных уроков и в совершении богослужения, и в канцелярской работе, и в административной деятельности.
Участник Поместных соборов Русской православной церкви в 1988 и 1990 годах.

### Архиерейство
29 января 1991 года решением Священного синода была образована Саранская епархия путём выделения из Пензенской епархии, на которую назначен архимандрит Варсонофий.
8 февраля 1991 года в московском Богоявленском кафедральном соборе был хиротонисан во епископа Саранского и Мордовского. Хиротонию совершил Патриарх Московский и всея Руси Алексий II в сослужении шестнадцати епископов. 15 февраля того же года прибыл в Саранск.
Хорошо знал дела в Мордовии, так как по должности секретаря Пензенского епархиального управления часто бывал в Саранске и храмах республики, имел конкретное представление об экономическом, политическом и культурном состоянии приходов. Под его руководством при помощи доброжелателей Церкви было открыто более 200 новых приходов и 14 монастырей, Саранское духовное училище, основана епархиальная печать и др.
В 2000 году после смерти архиепископа Пензенского и Кузнецкого Серафима (Тихонова) временно управлял Пензенской епархией (до назначения Филарета (Карагодина)).
22 февраля 2001 года возведён в сан архиепископа.
16 июля 2005 года решением Священного синода включён в синодальную рабочую группу по разработке «концептуального документа, излагающего позицию Русской православной церкви в сфере межрелигиозных отношений».
31 марта 2009 года определением Священного синода назначен исполняющим обязанности управляющего делами Московской патриархии.
27 мая 2009 года решением Священного синода назначен председателем новообразованной наградной комиссии при Патриархе Московском и всея Руси.
27 июля 2009 года решением Священного синода включён в состав Межсоборного присутствия Русской православной церкви.
25 декабря 2009 года утверждён в должности управляющего делами Московской патриархии, постоянного члена и секретаря Священного синода.
1 февраля 2010 года в кафедральном соборном Храме Христа Спасителя «во внимание к усердному служению Церкви Божией и в связи с назначением управляющим делами Московской патриархии» возведён в сан митрополита.
Выступил инициатором создания на территории Мордовии двух новых епархий: «Для эффективного управления епархией в ней не должно быть больше 150 приходов. <…> Разделив Мордовию на три епархии, мы решим основные наши проблемы. Новые епископы смогут более последовательно и внимательно работать с приходами». 30 мая 2011 года из состава Саранской были выделены Ардатовская и Краснослободская епархии. Тогда же он был назначен временно управляющим Ардатовской епархией, которой управлял до 14 октября 2011 года. 6 октября 2011 года назначен главой новообразованной Мордовской митрополии.
В 2013 году освобождён от должности председателя наградной комиссии при Патриархе Московском и всея Руси.
19 марта 2014 года решением Священного синода определён быть митрополитом Санкт-Петербургским и Ладожским, главой Санкт-Петербургской митрополии, с временным сохранением за ним должности управляющего делами Московской патриархии. Вместе с ним в Санкт-Петербург приехало немалое количество священников с его предыдущего места служения. Дискуссия на эту тему, шедшая внутри епархии, в 2015-м вылилась в публичное пространство с лёгкой руки на тот момент главы Исаакиевского собора Николая Бурова.
Считал, что в Петербурге недостаточно храмов: ещё будучи митрополитом Мордовским, он говорил, что наиболее подходящая цифра — один храм на тысячу жителей, в то время как в Санкт-Петербурге «4 тысячи человек приходится на храм, и это один из самых плохих показателей в стране». Поэтому при нём строятся новые, и идет постоянный процесс истребования бывших церковных помещений. В 2014 году, к моменту назначения в Санкт-Петербург, в епархии было 198 приходов и 661 клирик, к февралю 2019 года — 271 приход и 814 клириков.
В 2015 году активно продвигал идею передачи Исакиевского собора Русской православной церкви, неоднократно обращался с письмами к губернатору Санкт-Петербурга Георгию Полтавченко и премьер-министру Дмитрию Медведеву. Столкнулся в этом вопросе с противодействием петербургской общественности.
В начале сентября 2018 года, на фоне общего ухудшения российско-греческих отношений, было сообщено об отказе ему в визе для паломнической поездки в Грецию, на Афон.
26 февраля 2019 года Священный синод удовлетворил прошение митрополита Варсонофия об освобождении от должности управляющего делами Московской патриархии. По словам митрополита Илариона (Алфеева): «с тех пор, как он занял Санкт-Петербургскую кафедру <…>, ему приходилось работать на два города: половину недели он проводил в Санкт-Петербурге, половину недели в Москве. Это постоянное перемещение на самолёте или на „Сапсане“, конечно, было чрезвычайно утомительно для владыки. Поэтому он попросил Патриарха освободить его от должности управделами». 9 июля того же года также освобождён от обязанностей секретаря Межсоборного Присутствия.

## Награды
Церковные:
- Орден преподобного Сергия Радонежского III степени (1981)
- Медаль преподобного Сергия Радонежского II степени (2001)
- Орден преподобного Серафима Саровского II степени (2005)
- Орден святого благоверного князя Даниила Московского II степени (27 апреля 2008) — «во внимание к усердным трудам и в связи с 30-летием служения в священном сане»[21]
- Медаль во имя святого Андрея Боголюбского I степени (Владимирская епархия; 6 июля 2011)[22]
- Орден преподобного Сергия Радонежского I степени (25 августа 2012)[23]
- Медаль Саратовской епархии «Спас Нерукотворный» I степени (4 августа 2013) — за большой вклад в дело восстановления храма великомученицы Параскевы[24]
- Орден святого равноапостольного великого князя Владимира II степени (12 июля 2015)[25]
- Медаль «25 лет Саранской и Мордовской епархии РПЦ» (14 февраля 2016 года) — за особые заслуги перед Саранской и Мордовской епархией[26]
- Орден преподобного Саввы Освященного (Александрийская Православная Церковь; 7 декабря 2017)[27]
- Орден Святого Гроба Господня (Иерусалимская православная церковь; 17 сентября 2018)[28]
- Орден Святителя Алексия, митрополита Московского II степени (26 февраля 2019)[29]
- Орден Святого благоверного великого князя Александра Невского II степени (2021 год) — во внимание к усердным архипастырским трудам и в связи с 800-летием со дня рождения благоверного князя Александра Невского[30]

Государственные и региональные:
- Орден Почёта (23 ноября 2020 года) — за большой вклад в сохранение и развитие духовно-нравственных и культурных традиций, многолетнюю плодотворную деятельность[31]
- Орден Дружбы (13 марта 2002 года) — за высокие достижения в производственной деятельности, большой вклад в укрепление дружбы и сотрудничества между народами[32]
- Юбилейная медаль «300 лет Российскому флоту»
- Медаль «За заслуги в проведении Всероссийской переписи населения»
- Орден «За заслуги» III степени (Украина, 27 июля 2013 года) — за значительный личный вклад в развитие духовности, многолетнюю плодотворную церковную деятельность и по случаю празднования на Украине 1025-летия крещения Киевской Руси[33]
- Почётная грамота Президента Российской Федерации (6 июня 2022 года) — за вклад в подготовку и проведение мероприятий, посвящённых 800-летию со дня рождения князя Александра Невского[34]
- Почётная грамота Республики Мордовия
- Знак отличия «За заслуги перед Санкт-Петербургом» (2020)[35]

Учёные степени и звания
- Почётный доктор Санкт-Петербургского политехнического университета Петра Великого (2018 год)[36]

## Публикации
статьи
- Святитель Варсонофий, епископ Тверской, Казанский чудотворец // Журнал Московской Патриархии. М., 1981. — № 7. — С. 64-69.
- Пензенская епархия // Журнал Московской Патриархии. 1991. — № 1. — С. 42-43.
- Схиархимандрит Михаил (Кожевников) // Журнал Московской Патриархии. 1997. — № 6. — С. 46.
- Слово после Божественной литургии в Санаксарском монастыре по случаю канонизации адм. Ф. Ф. Ушакова // Саранские епархиальные ведомости. 2001. — № 8. — С. 22-23;
- Обращение к священнослужителям и верным чадам Саранской епархии в связи с началом строительства кафедрального собора св. прав. Феодора Ушакова в г. Саранске // Саранские Епархиальные Ведомости. 2002. — № 5. — С. 20-22;
- Дни памяти св. адмирала Феодора Ушакова на Керкире // Саранские Епархиальные Ведомости. 2002. — № 11. — С. 5-15;
- Митрополит Саранский Варсонофий: Не проявляя милосердия к своим помощникам, мы не вправе называться христианами // patriarchia.ru, 13 февраля 2013
- Что изменилось в Уставе : из доклада митрополита Саранского и Мордовского Варсонофия о проекте внесения изменений и дополнений в Устав Русской Православной Церкви // Журнал Московской Патриархии. 2013. — № 6 — С. 6-7.

книги
- Сочинения : В 5 т. — Т. 1: Возвращение из забытия. Докл., ст., речи, обращения, интервью. — Саранск : Тип. «Красный Октябрь», 1995. — 245 с. — ISBN 5-7493-0036-6
- Сочинения : В 5 т. — Т. 2: Увещание к духовному исправлению. Послания, проповеди, поучения. — Саранск : Тип. «Красный Октябрь», 1995. — 225 с. — ISBN 5-7493-0037-4
- Сочинения : В 5 т. — Т. 3: Афон в жизни Русской Православной церкви в XIX — начале XX вв. — Саранск : Тип. «Красный Октябрь», 1995. — 175 с. — ISBN 5-7493-0049-8
- Сочинения : В 5 т. — Т. 4: Убеждение в истине. Проповеди. — Саранск : Тип. «Красный Октябрь», 1995. — 198 с. — ISBN 5-7493-0054-4
- Сочинения : В 5 т. — Т. 5: Уроки благодатной жизни. — Саранск : Тип. «Красный Октябрь», 1996. — 214 с. — ISBN 5-7493-0061-7
- Размышление о вере и жизни по божественным заповедям: сочинения. — Саранск, 1998. — 239 с. — ISBN 5-7493-0137-0
- Спасительный путь возрождения Саранской епархии в конце XX века : (Послания, письма, докл.). — Саранск : Тип. «Красный Октябрь», 1999. — 373 с. — ISBN 5-7493-0202-4
- Юбилеи : Послания. Речи. Обращения. — Саранск, 2001. — 201 с. — ISBN 5-7493-0337-3
- Проповеди
  - Т. 1. — 2004. — 327 с. — ISBN 5-7493-0696-8
  - Т. 1, ч. 2. — 2004. — 273 с. — ISBN 5-7493-0696-8
  - Т. 2, ч. 1. — 2004. — 328 с. — ISBN 5-7493-0708-5
  - Т. 2, ч. 2. — 2004. — 276 с. — ISBN 5-7493-0708-5
  - Т. 3, ч. 1. — 2004. — 292 с. — ISBN 5-7493-0750-6
  - Т. 3, ч. 2. — 2004. — 272 с. — ISBN 5-7493-0769-7 — 1000 экз.
  - Т. 4, ч. 1. — 2005. — 212 с. — ISBN 5-7493-0794-8
  - Т. 4, ч. 2. — 2005. — 335 с. — ISBN 5-7493-0816-2
  - Т. 5, ч. 1. — 2005. — 241 с. — ISBN 5-7493-0839-1
  - Т. 5, ч. 2. — 2005. — 369 с. — ISBN 5-7493-0840-5
  - Т. 6, ч. 1. — 2005. — 291 с. — ISBN 5-7493-0885-5
  - Т. 6, ч. 2. — 2005. — 307 с. — ISBN 5-7493-0896-0
  - Т. 7, ч. 1. — 2006. — 319 с. — ISBN 5-7493-0932-0
  - Т. 7, ч. 2. — 2006. — 326 с. — ISBN 5-7493-0942-8
  - Т. 8, ч. 1. — 2006. — 462 с. — ISBN 5-7493-0969-X
  - Т. 8, ч. 2. — 2006. — 491 с. — ISBN 5-7493-0970-3
  - Т. 9, ч. 1. — 2006. — 347 с. — ISBN 5-7493-0991-6
  - Т. 9, ч. 2. — 2006. — 260 с. — ISBN 5-7493-1004-3
  - Т. 10, ч. 1. — 2006. — 269 с. — ISBN 5-7493-1011-6
  - Т. 10, ч. 2. — 2006. — 323 с. — ISBN 5-7493-1012-4
  - Т. 11, ч. 1. — 2007. — 282 с. — ISBN 978-5-7493-1087-0
  - Т. 11, ч. 2. — 2007. — 275 с. — ISBN 978-5-7493-113-6
  - Т. 12, ч. 1. — 2007. — 271 с. — ISBN 978-5-7493-1145-7
  - Т. 12, ч. 2. — 2007. — 262 с. — ISBN 978-5-7493-1199-0
  - Т. 13, ч. 1. — 2008. — 252 с. — ISBN 978-5-7493-1234-8
  - Т. 13, ч. 2. — 2008. — 250 с. — ISBN 978-5-7493-1235-5
  - Т. 14, ч. 1. — 2008. — 271 с. — ISBN 978-5-7493-1283-6
  - Т. 14, ч. 2. — 2008. — 229 с. — ISBN 978-5-7493-1284-3
  - Т. 15, ч. 1. — 2009. — 299 с.
  - Т. 15, ч. 2. — 2009. — 257 с. — ISBN 978-5-7493-1448-9
  - Т. 16, ч. 1. — 2009. — 261 с. — ISBN 978-5-7493-1449-6
  - Т. 16, ч. 2. — 2009. — 249 с. — ISBN 978-5-7493-1475-5
  - Т. 17. — 2020. — 355 с. — ISBN 978-5-6041738-4-8 — 1000 экз.
  - Т. 18. — 2020. — 370 с. — ISBN 978-5-6041738-5-5 — 1000 экз.
  - Т. 19. — 2020. — 358 с. — ISBN 978-5-6041738-6-2 — 1000 экз.
  - Т. 20. — 2020. — 399 с. — ISBN 978-5-6041738-7-9 — 1000 экз.
  - Т. 22. — 2020. — 387 с. — ISBN 978-5-6041738-8-6 — 1000 экз.
  - Т. 23, ч. 1. — 2021. — 271 с. — ISBN 978-5-6045169-4-2 — 1000 экз.
  - Т. 23, ч. 2. — 2021. — 226 с. — ISBN 978-5-6045169-4-2 — 1000 экз.
  - Т. 23, ч. 3. — 2021. — 219 с.. — ISBN 978-5-6045169-4-2 : 1000 экз.
- «Служение Богу и Отечеству. Проповеди, послания, выступления». — СПб: Общество памяти игумении Таисии, 2015. — 718 с.
- О пользе здорового духа для здоровья тела : тематическое собрание проповедей. — Саранск : Партнёр, 2017. — 115 с.

интервью
- «Грехом стали гордиться…»: Интервью // Саранские епархиальные ведомости. 2002. — № 12. — С. 5-8.
- Архиерей должен знать каждый приход своей епархии // Журнал Московской Патриархии. — 2011. — № 7. — С. 32—33.
- Ответы митрополита Саранского и Мордовского Варсонофия на вопросы посетителей сайта Синодального информационного отдела // patriarchia.ru, 23 апреля 2012
- Интервью управляющего делами Московской Патриархии митрополита Санкт-Петербургского и Ладожского Варсонофия МИА «Россия сегодня» // patriarchia.ru, 25 ноября 2014

## Биография
- Наречение и хиротония архимандрита Варсонофия (Судакова) во епископа Саранского и Мордовского // Журнал Московской Патриархии. — 1992. — № 4. — С. 12—14.
- Варсонофий (Судаков) // Православная энциклопедия. — М., 2003. — Т. VI : Бондаренко — Варфоломей Эдесский[англ.]. — С. 683—684. — 39 000 экз. — ISBN 5-89572-010-2.
- Минеева И. Н. Современные тенденции духовного возрождения Мордовии: религия как социальный интегратор // Известия Российского государственного педагогического университета им. А. И. Герцена. — 2009. — № 101. — С. 339—343.
- Еремина С. С., Надькин Т. Д. Православное возрождение в Мордовии постсоветского периода: от епархии к митрополии // Исторические, философские, политические и юридические науки, культурология и искусствоведение. Вопросы теории и практики. — 2015. — № 8-1 (58). — С. 77-80.